# 大島まり

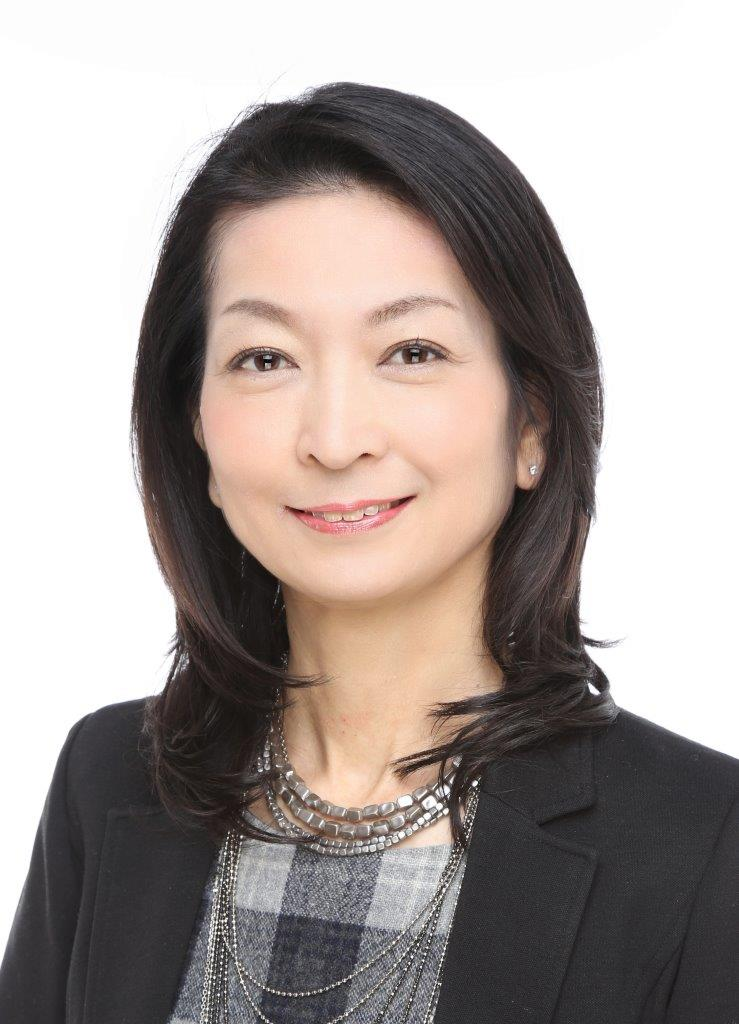
人事院総裁賞選考委員会委員として、人事院が公表した肖像写真

大島 まり（おおしま まり、1962年（昭和37年） - ）は、日本の工学者。専門はバイオ・マイクロ流体工学。東京大学生産技術研究所教授、国立高等専門学校機構理事、豊田中央研究所取締役。第95期日本機械学会会長。

## 人物・経歴
- 1962年 東京都生まれ[1]。
- 1980年 東京都立日比谷高等学校卒業。
- 1984年 筑波大学第三学群基礎工学類卒業。
- 1990年 マサチューセッツ工科大学でEngineer' s Degreeを取得[2][3]。
- 1992年 東京大学大学院工学系研究科原子力専攻博士課程修了、博士（工学）。同年東京大学生産技術研究所助手。
- 1998年 東京大学生産技術研究所講師。
- 1999年 筑波大学第三学群機能工学系助教授。
- 2000年 東京大学生産技術研究所助教授。
- 2005年 東京大学生産技術研究所教授。
- 2006年 東京大学大学院情報学環教授[4]。
- 2014年 国立高等専門学校機構理事[5]。
- 2017年 日本機械学会初の女性会長に就任[6]。同年日本学術会議会員。
- 2018年 豊田中央研究所社外取締役[5]。
- 2022年 文部科学省日本ユネスコ国内委員会委員[7]。
- 専門はバイオ・マイクロ流体工学[8]。